# Aloe vacillans

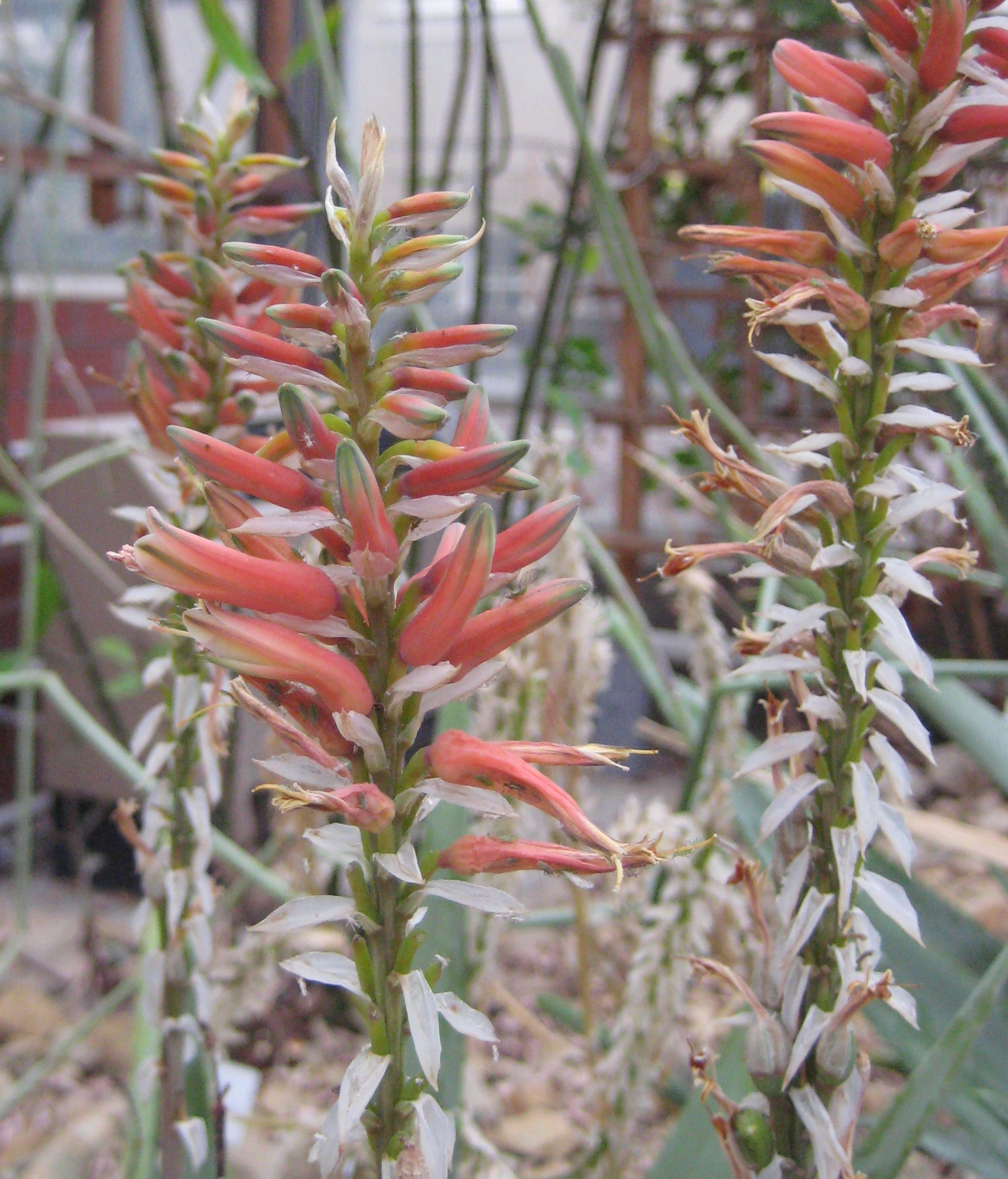
Mit rote Blüten

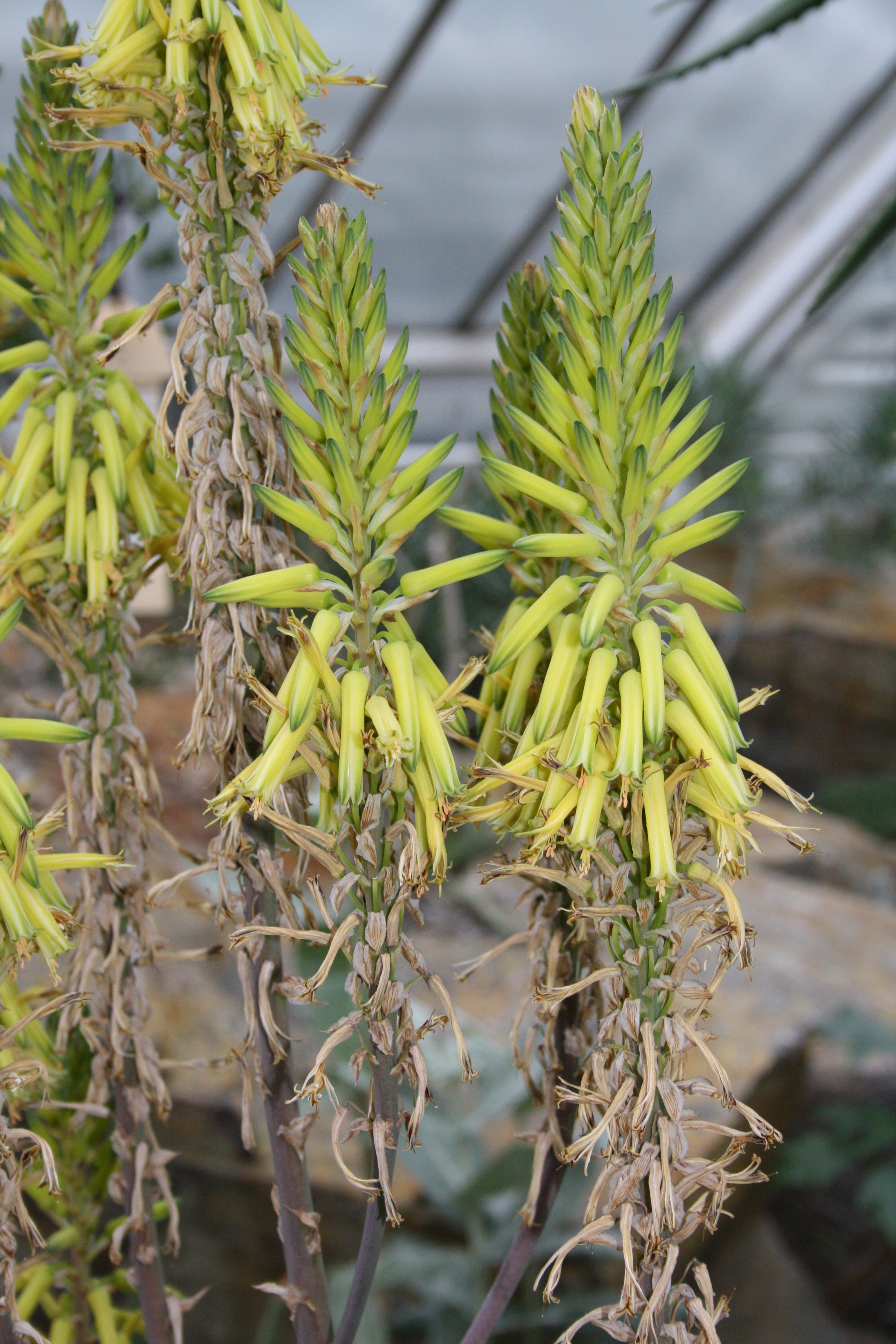
Mit gelben Blüten

Aloe vacillans ist eine Pflanzenart der Gattung der Aloen in der Unterfamilie der Affodillgewächse (Asphodeloideae). Das Artepitheton vacillans stammt aus dem Lateinischen und bedeutet ‚hin- und herpendeln‘.

## Beschreibung

### Vegetative Merkmale
Aloe vacillans wächst stammlos oder kurz stammbildend, ist einfach und sprosst nur selten und bildet dann kleine Gruppen. Die aufrechten oder niederliegenden Stämme erreichen eine Länge von bis zu 50 Zentimeter. Die 15 bis 20 schwertförmig verschmälerten Laubblätter bilden Rosetten. Die glauke Blattspreite ist etwa 30 bis 60 Zentimeter lang und 7 bis 13 Zentimeter breit. Auf der Blattunterseite sind nahe der Spitze gelegentlich wenige in der Mitte angeordnete Stacheln vorhanden. Die Blattoberfläche ist rau. Die braunen oder rötlich braunen Zähne am Blattrand sind 2 bis 3 Millimeter lang und stehen 6 bis 10 Millimeter voneinander entfernt.

### Blütenstände und Blüten
Der Blütenstand ist einfach oder besteht aus bis zu fünf Zweigen. Er erreicht eine Länge von 1 bis 2 Meter. Die ziemlich dichten, zylindrisch Trauben sind 35 bis 40 Zentimeter lang. Die eiförmig spitz zulaufenden Brakteen weisen eine Länge von 10 bis 15 Millimeter auf und sind 6 Millimeter breit. Die roten oder gelben Blüten stehen an 5 bis 10 Millimeter langen Blütenstielen. Die Blüten sind etwa 30 Millimeter lang und an ihrer Basis gerundet. Auf Höhe des Fruchtknotens weisen die Blüten einen Durchmesser von 8 Millimeter auf. Darüber sind sie leicht verengt und dann zur Mündung leicht erweitert. Ihre äußeren Perigonblätter sind auf einer Länge von 10 bis 16 Millimetern nicht miteinander verwachsen. Die Staubblätter und der Griffel ragen 2 bis 3 Millimeter aus der Blüte heraus.

### Genetik
Die Chromosomenzahl beträgt {\displaystyle 2n=14}.

## Systematik und Verbreitung
Aloe vacillans ist in Saudi-Arabien und Jemen auf felsigen Hängen und erodiertem Grasland in Höhen von 1300 bis 3000 Metern verbreitet.
Die Erstbeschreibung durch Peter Forsskål wurde 1775 veröffentlicht.
Folgende Taxa wurden als Synonym in die Art einbezogen: Aloe audhalica Lavranos & Hardy (1965) und Aloe dhalensis Lavranos (1965).

## Nachweise